# 袁永誠
袁永誠（2002年11月12日—），台灣男子職業足球員，司職右邊鋒，現效力於西協丙級聯賽球隊國際塞維利亞。12歲時就讀於中國廣州富力切爾西足球學校，15歲時轉赴西班牙受訓，之後依序在阿爾科文達斯、赫塔菲及A.C.Intersoccer馬德里等隊受訓。2020年及2021年時先後為UP Langreo、Paterna CF角逐青年二級聯賽，後來在2021年5月27日與西協乙里奥哈竞技簽下職業合約。之後在2023年10月2日正式加盟西協甲勁旅豐拉夫拉達（CF Fuenlabrada），朝向更高級別聯賽邁進。 （页面存档备份，存于）2024年7月，離開效力一年的豐拉夫拉達，在西皇甲38場的比賽中總共上場一場。

## 生平
袁永誠就讀新北市雙峰國小一年級時開始踢足球，原先雙峰國小是依社團模式訓練，到了三年級時雙峰國小和臺北市都會樂活足球協會合作，球隊轉型成專業訓練的校隊，國小期間他曾代表學校出賽全國少年足球聯賽。
國小畢業後，袁永誠赴中國大陸就讀廣州富力切爾西足球學校，並取得了全額免費訓練資格。他就讀富力足校期間因台灣籍身分無法參加官方舉辦的青少年賽事，但他仍可在非官方賽事出賽，如他曾在足校舉辦的松源杯以24顆進球贏得最佳射手。後來，富力足球學校希望袁永誠取得中華人民共和國國籍，並計畫讓他以全額免費資格升上青訓隊，最終他放棄了這個機會，轉赴西班牙求學和受訓。
袁永誠初到西班牙時首先在阿爾科文達斯俱樂部受訓，之後依序在赫塔菲及A.C.Intersoccer馬德里受訓。到了2020年及2021年，袁永誠先後為UP Langreo、Paterna CF角逐青年二級聯賽，隨後他在2021年5月27日與西協乙球隊里奥哈竞技簽下職業合約。
2022年時離開競技里奧哈轉會至西協丙聯賽的UD大塔拉哈爾足球俱樂部。季初因簽證延宕，好一段時間訓練無法參與，只能替補上陣；季末終取得教練信任首次先發送出助攻。球季結束時袁永誠於2023年6月7日正式對外宣布將轉隊到西協丙的CA River Ebro，但在球員註冊截止日到期之前受到丰拉夫拉达(Club de Fútbol Fuenlabrada)的青睞，與CA River Ebro達成自由轉會協議，加盟西協甲勁旅丰拉夫拉达。在2023年9月29日時西協甲級聯賽（西班牙第三級別足球聯賽）的丰拉夫拉达發布消息公告袁永誠的加入，轉會當下CF Fuenlabrada在Group 1六輪比完的排名為17/20位，但隨即在10月繳出4勝1和的不敗成績，排名上升至第六位, 目前永誠在16場聯賽比賽中有兩場被列入大名單。
2024年1月27日，袁永誠在豐拉夫拉達1-2惜敗巴塞隆拿足球會B隊的比賽中首次在西協甲級聯賽登場。

## 外部連結
- Soccerway資料庫：袁永誠
- Transfermarkt檔案 （页面存档备份，存于）